# Archidamos V.
Archidamos V. nebo Archidámos V. (starořecky Ἀρχίδαμος) z královského rodu Eurypontovců byl králem Sparty od roku 228 před Kr. do roku 227 před Kr. Jeho spolukrálem byl Kleomenes III. z královského rodu Agiovců (vládl 235–221 před Kr.)

## Útěk do Messen
Archidamos byl bratrem podstatně známějšího krále AGID IV., Který se zapsal do dějin Sparty pokusem o zavedení reforem. Zavedení reforem do života však narazilo ve Spartě na odpor konzervativců, kterým na čele stál jeho spolukráľ Leónidas II. V tomto politickém boji nakonec zvítězili odpůrci reforem a Leónidas s podporou Eforie dal AGID v roce 241 před Kr. uvěznit a později popravit. Stejný osud možná čekal i jeho bratra Archidama, ale ten se zachránil útěkem do Messene.

## Zavádění reforem Kleomenom III.
Po útěku Archidama se králem v královské linii Eurypontovcov stal mladý syn AGID Eudamidas, ale králem byl jen formálně, otěže moci měl ve skutečnosti v rukou jeho spolukráľ z rodu Agiovcov Leónidas II. a od roku 235 před Kr. Jeho syn Kleomenes. Kleomenes se rozhodl nejít v šlépějích svého otce, na rozdíl od něj byl zastáncem reforem. Při jejich prosazování však volil tvrdší postup jako Agis IV. Své odpůrce odstraňoval násilím a nebyli to jen odpůrci reforem, ale i ti, kteří mu stáli v cestě k absolutní moci ve Spartě.

## Návrat Archidama do Sparty
Když Eudamidas v roce 228 před Kr. Zemřel (dle Pausania ho dal Kleomenes otrávit), se podle zákonů Sparty měl stát následníkem jeho nejbližší příbuzný a tím byl jeho strýc Archidamos. Kleomenes ho proto zavolal do Sparty. Jak napsal historik Polybios, Kleomenes s ním vedl v Messénii jednání prostřednictvím jeho rodinného přítele Nikagora, protože Archidamos měl obavy o svůj život. Výsledkem jejich jednání byla smlouva zaručující jeho bezpečnost. Archidamos spoléhajíc se na podmínky smlouvy přišel do Sparty, aby zaujal místo krále, ale krátce po příchodu byl zavražděn. Po smrti Archidama při volbě jeho následníka udělal Kleomenes krok do té doby ve Spartě nevídaný, když nerespektující zákony Sparty na místo spolukráľa, které mělo patřit členu královské rodiny Eurypontovcov, dosadil svého bratra Eukleida.